# 프리데크미스테크구

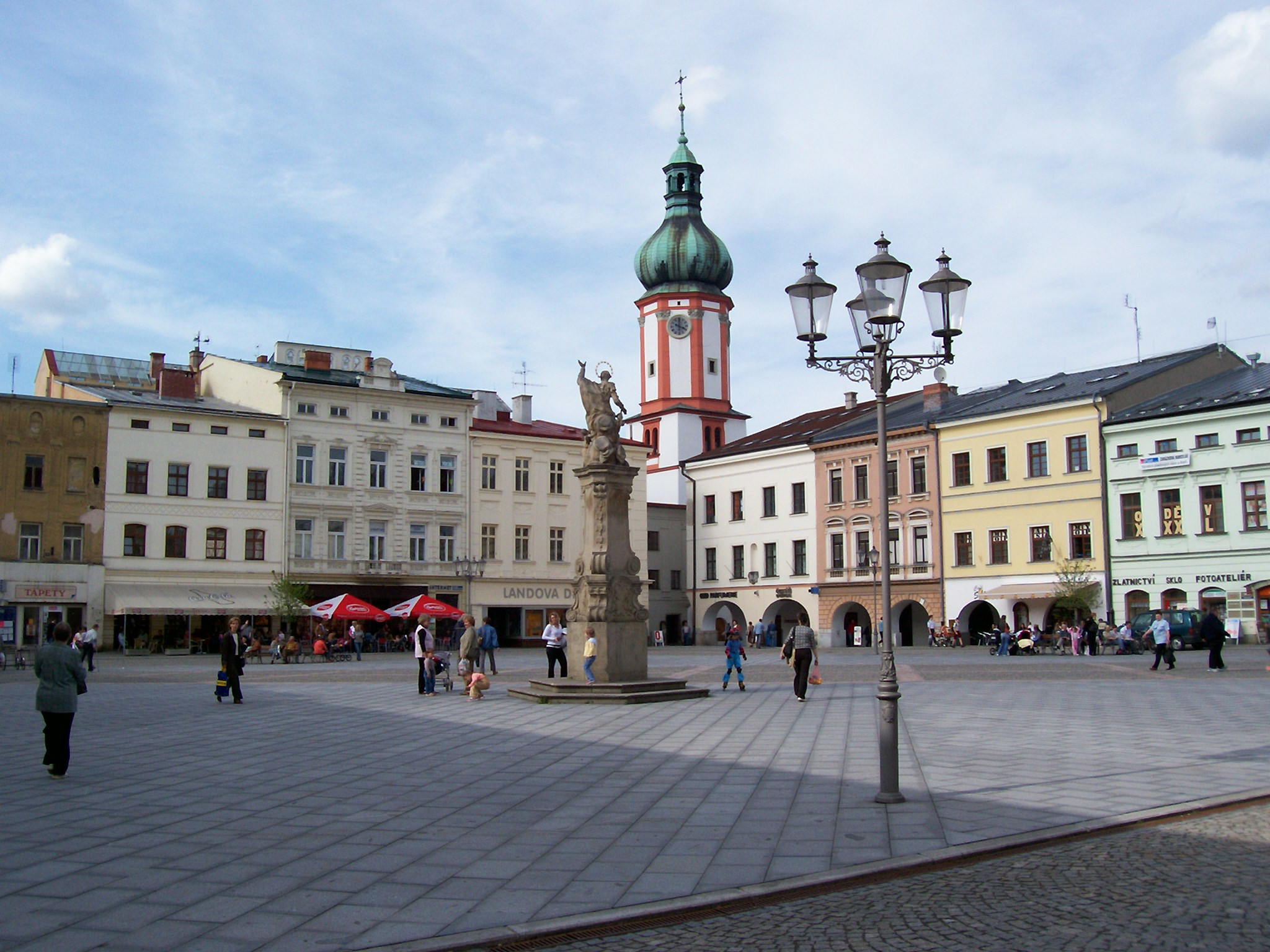
프리데크미스테크구의 행정 중심지인 프리데크미스테크

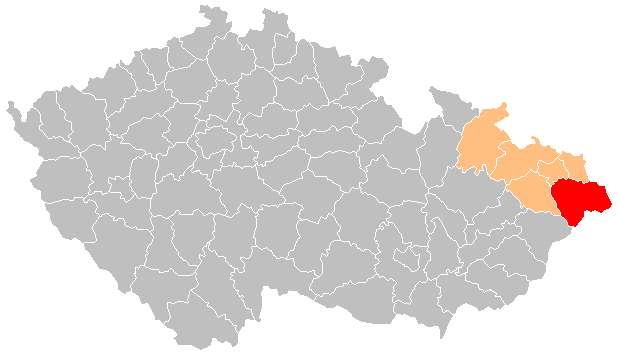
프리데크미스테크구의 위치

프리데크미스테크구(체코어: Okres Frýdek-Místek)는 체코 모라바슬레스코주를 구성하는 6개 구 가운데 하나로 행정 중심지는 프리데크미스테크이며 면적은 1,208.49km2, 인구는 214,187명(2019년 1월 1일 기준), 인구 밀도는 180명/km2이다.
모라바슬레스코주 동부에 위치하며 72개 지방 자치체(6개 시, 66개 마을)를 관할한다. 모라바슬레스코주 카르비나구, 오스트라바 도시구, 노비이친구, 즐린주 브세틴구와 접하며 남동쪽으로는 슬로바키아, 북동쪽으로는 폴란드와 국경을 접한다.